# Espondilodiscoartrose
Espondilodiscoartrose é uma doença degenerativa decorrente do envelhecimento normal das articulações afetando principalmente o corpo vertebral da coluna dorso-lombar.
Ela pode aparecer em porções específicas ou em toda a coluna. Pode haver estenose do canal medular e compressão da medula e/ou das raízes nervosas que derivam da medula espinhal. Pode haver abaulamento dos corpos discais (discos intervertebrais), o que acarreta uma diminuição de mobilidade da porção afetada, bem como desconforto crescente à medida que a condição progride. Membros servidos pelos nervos afetados podem sofrer parestesias, formigamentos e dor, que pode ser específica ou generalizada.

## Orientações
É recomendado o banho de sol no começo ou no final do dia, pois é essential para a produção de vitamina D. Alimentar-se com  alimentos ricos em cálcio (leite, iogurte, etc) é fundamental para a nutrição dos ossos. A vitamina D intervem na fixação do cálcio. O exercício (movimento) também desempenha uma função relevante no fortalecimento dos músculos que suportam o esqueleto.